# Cheng Yuelei
Cheng Yuelei (程月磊S, Chéng YuèlěiP; Pechino, 28 ottobre 1987) è un calciatore cinese, portiere del Meizhou Kejia.